# 凤城镇 (安溪县)
凤城镇是福建省泉州市安溪县城的所在地，是全县的政治、经济和文化中心。地处安溪县东南部，与城厢镇、魁斗镇和参内乡相邻，因城北凤冠山形似凤凰展翼而得名，这里“三峰玉峙，一水环回”，素有“龙凤名区”的美誉。

## 景點
- 安溪文庙：全国重点文物保护单位。
- 凤山旅游区：国家AAA级风景旅游区
- 唐代黄纲墓
- 南宋印书局旧址
- 中国籍阿拉伯后裔侨居遗址
- 明代雁塔
- 清溪城隍庙：奉祀安溪城隍，素称“八闽第一”。
- 先贤廖俨纪念馆
- 开先县令詹敦仁纪念馆